# Bob (kapsel)

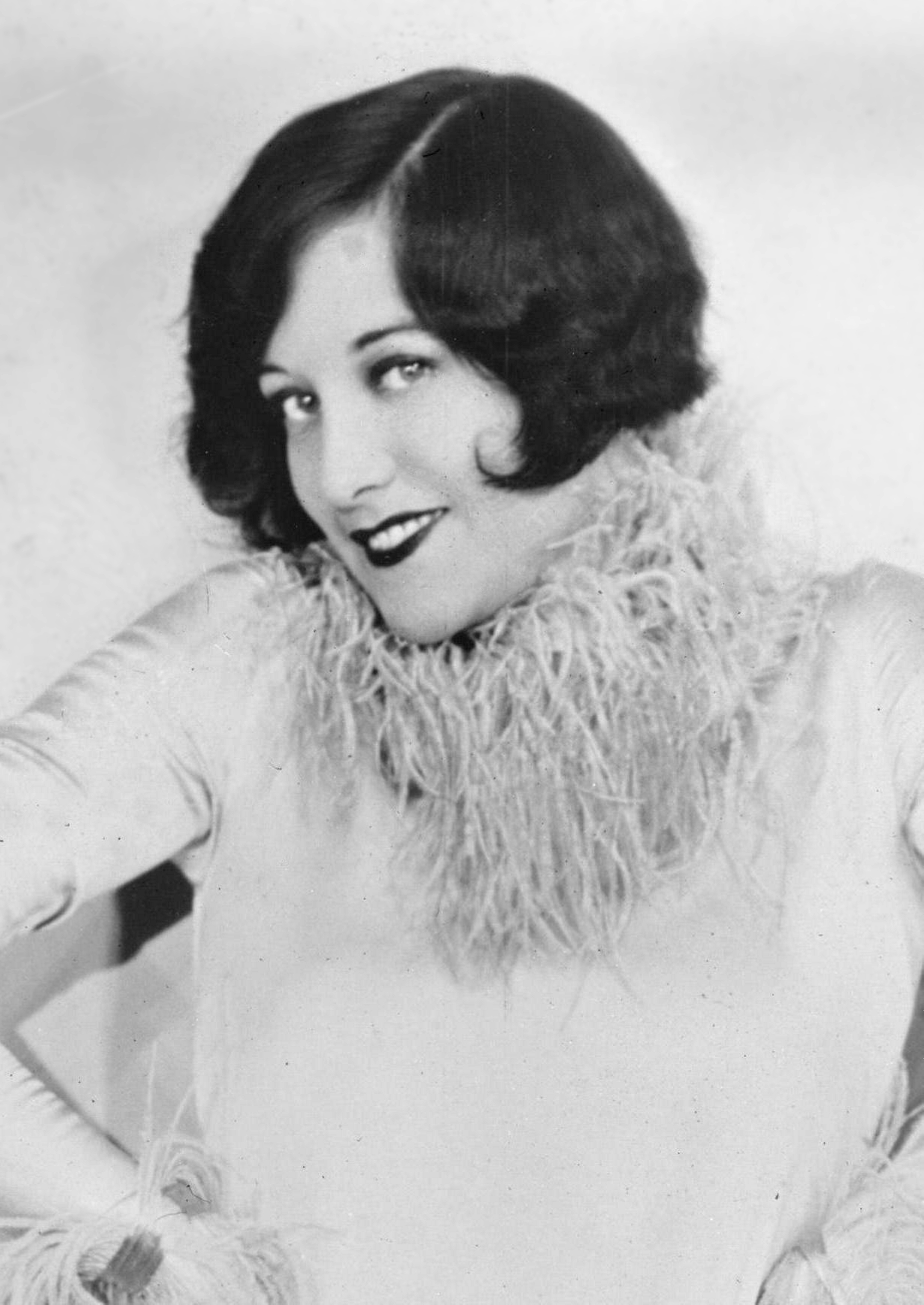
Joan Crawford met bob, 1927

Een bob (ook wel bobkapsel of boblijn genoemd) is een kapsel dat in de jaren twintig van de 20e eeuw populair werd als een vrouwenhaardracht, en sinds de jaren zeventig ook bekendstaat als mannenkapsel. Bij dit kapsel is al het haar op een lengte geknipt, meestal op de kaaklijn. Vaak wordt het gecompleteerd door een recht geknipte pony. Een meer extreme versie is het Eton kapsel. 

## Geschiedenis
De bob werd bedacht in 1909 in Parijs door kapper Antoni Cierplikowski. Hij deed inspiratie voor het kapsel op door publiek figuur Luana Cowley. In het Verenigd Koninkrijk werd het kapsel vooral populair in Bloomsbury-kringen tegen het einde van de Eerste Wereldoorlog. In de jaren twintig werd het kapsel bij een groot publiek populair dankzij de flappers. De Amerikaanse filmsterren Colleen Moore en Louise Brooks hadden grote invloed op het verspreiden van het kapsel als modetrend. Mistinguett en (iets later) Truus van Aalten maakten het kapsel populair in Europa.
In de jaren zestig maakte Vidal Sassoon het kapsel opnieuw populair. Ook zangeres France Gall had met haar kapsel veel invloed op de verspreiding ervan. Sindsdien zijn er veel varianten op het kapsel ontstaan.